# Ordem de Nichan El-Anouar

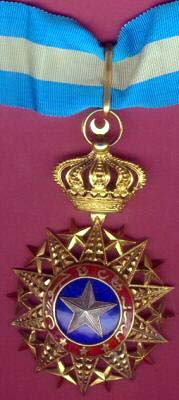
Ordem de Nichan El-Anouar

A Ordem de Nichan El-Anouar (em português: Ordem da Luz) foi uma Ordem de Cavalaria colonial criada em 1887, do sultanato de Tajurah, na Somalilândia Francesa. O seu objectivo era homenagear todos aqueles que tinham prestados serviços, durante três anos, na Somália e África Central, e aqueles que tinham dedicado o seu trabalho na expansão colonial francesa.
A Ordem tinha cinco classes:
- Grã-Cruz (Grand-croix)
- Grande-Oficial (Grand-officier)
- Comendador (Commandeur)
- Oficial (Officier)
- Cavaleiro (Chevalier)

Em 1950, a designação da Ordem é alterada, por decreto, para "Ordem da França d' Outro Mar". Em 1963, com a criação da Ordem Nacional de Mérito, é extinta a presente Ordem.